# Corendon Airlines
Corendon Airlines je turecká letecká společnost se sídlem v Antalyi, provozující nízkonákladové a charterové lety. Společnost byla založena v roce 2004, lety zahájila v dubnu 2005.

## Destinace
Společnost provozuje více než 36 linek na více než 150 letišť. V letní sezóně operuje charterové lety z Turecka a Nizozemska do celé Evropy. V létě 2016 provozuje letecká společnost nepravidelné lety mezi Prahou a Antalyí s pokračováním do Ercanu.

## Flotila

### Současná

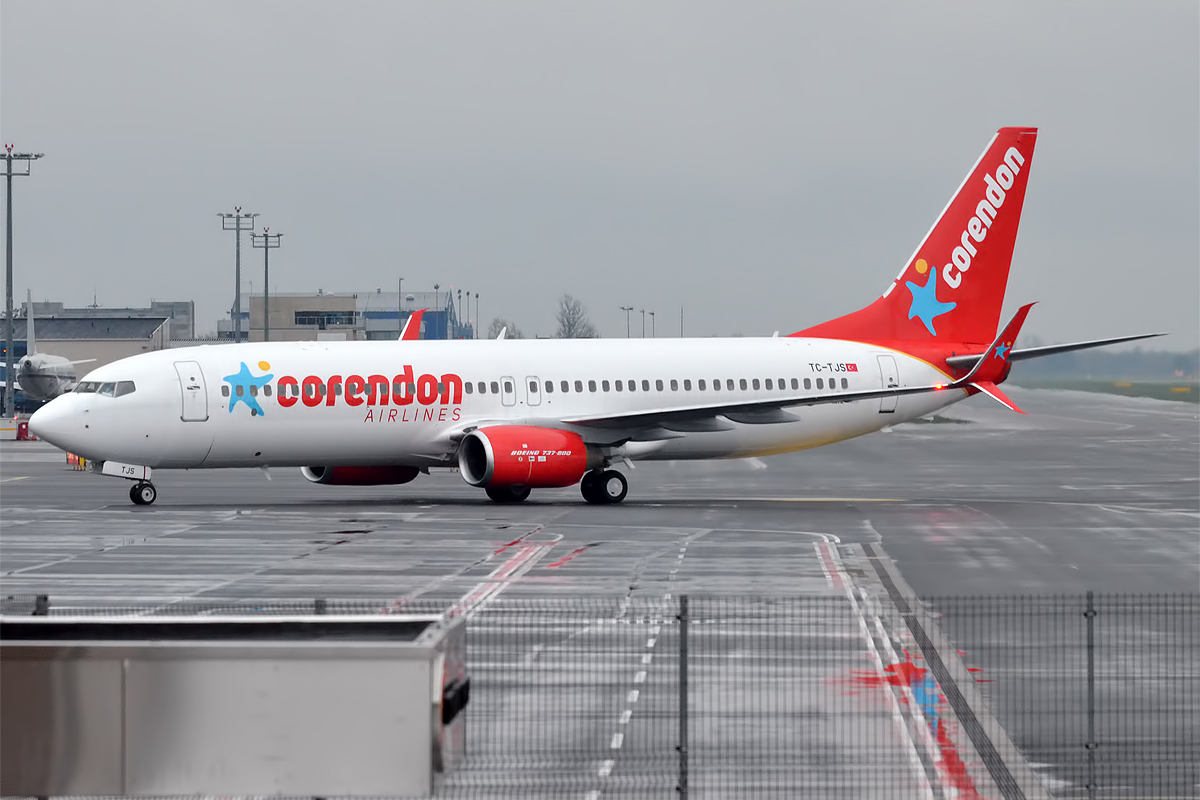
Boeing 737-800 v novém zbarvení Corendon Airlines

V červnu 2016 letecká společnost Corendon Airlines provozovala tyto typy letadel:
| Letadla        | Počet | Cestující | Poznámka                       |
| -------------- | ----- | --------- | ------------------------------ |
| Boeing 737-800 | 11    | 189       | TC-TJL pronajat Travel Service |
| Počet:         | 11    |           |                                |